# Villa Crespi (Napoli)
Villa Crespi è una villa privata ubicata in via Felice Minucio a Napoli.
L'edificio rappresenta uno dei più interessanti interventi d'architettura razionalista della città, con influssi del Movimento Moderno di Le Corbusier.
La villa, situata nella parte più bassa di Posillipo, venne progettata e realizzata nel 1955 da Davide Pacanowski per la parte architettonica e Adriano Galli  e Mario Aprato in quella strutturale.
Tecnologico è il metodo strutturale che contrappone aggetti vuoti con i pieni creati dal tufo del costone. La struttura portante è pensata con un pilastro in calcestruzzo armato a fungo rastremato verso l'alto.
Le facciate sono in continuità con il costone, infatti, sono completamente in tufo, mentre gli sbalzi sono semplicemente intonacati di bianco. Il tetto è un giardino curato nei minimi dettagli come pensato da Le Corbusier nei suoi cinque punti dell'architettura.